# Lepidothrix nattereri
El saltarín coronialbo (Lepidothrix nattereri), también denominado saltarín de cabeza blanca, es una especie de ave paseriforme de la familia Pipridae perteneciente al género Lepidothrix. Es nativo de la región amazónica en América del Sur. 

## Distribución y hábitat
Se distribuye por el centro norte de Brasil al sur del río Amazonas hacia el sur hasta el centro de Mato Grosso y extremo noreste de Bolivia.
Esta especie es considerada poco común en su hábitat natural: el sotobosque de selvas húmedas de «terra firme» hasta los 500 m s. n. m. de altitud.

## Sistemática

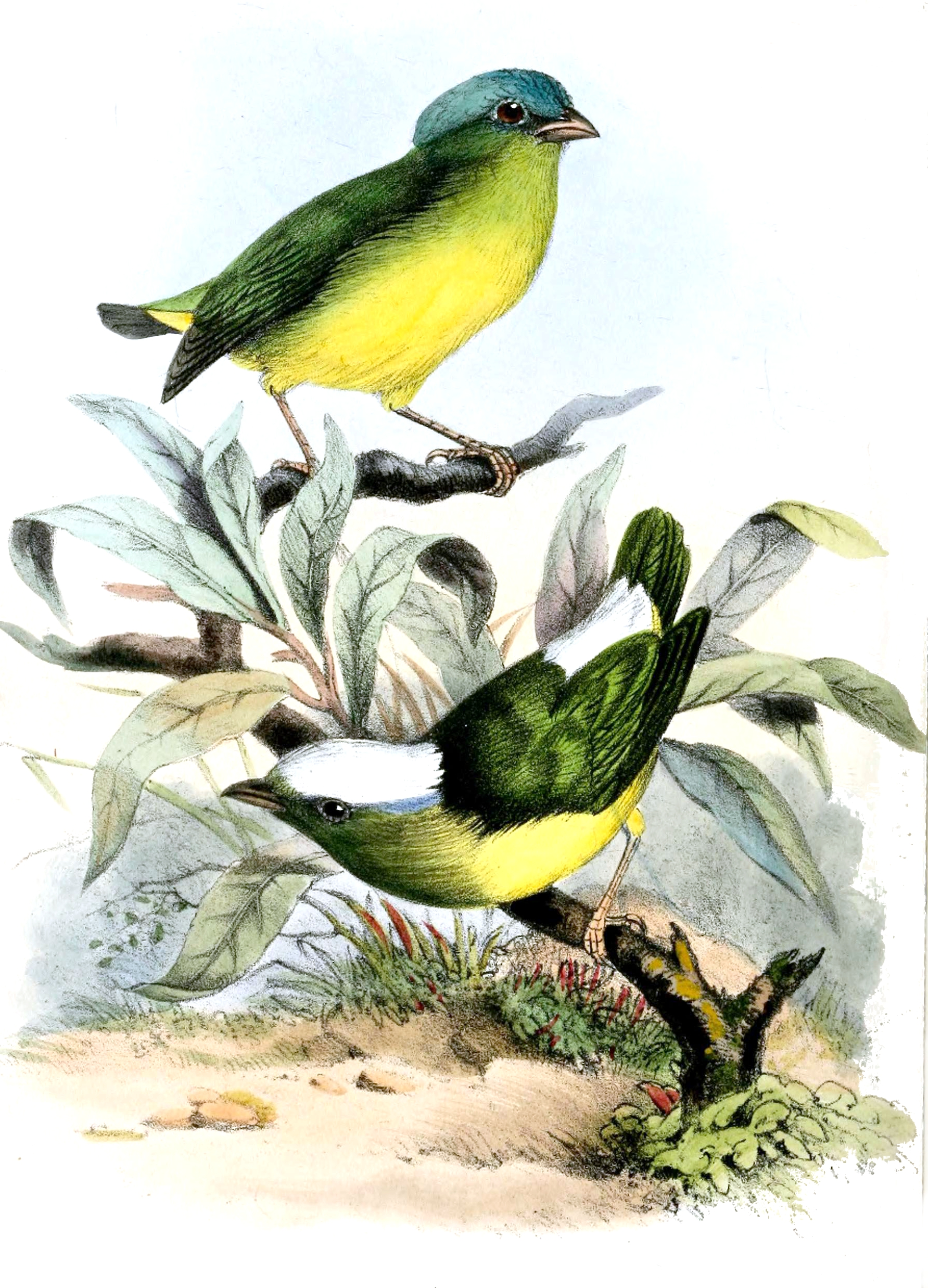
Lepidothrix nattereri, macho y hembra, ilustración de Jennens, para Proceedings of the Zoological Society of London, 1864.

### Descripción original
La especie L. nattereri fue descrita por primera vez por el zoólogo británico Philip Lutley Sclater en 1865 bajo el nombre científico Pipra nattereri; la localidad tipo es «Borba, río Madeira, Brasil»

### Etimología
El nombre genérico femenino «Lepidothrix» se compone de las palabras del griego «lepis, lepidos» que significa ‘escama’, ‘floco’, y «thrix, trikhos» que significa ‘cabello’; y el nombre de la especie «nattereri», conmemora al zoólogo y recolector austríaco, radicado en Brasil Johann Natterer (1787–1843).

### Taxonomía
Probablemente sea pariente próximo de Lepidothrix vilasboasi y L. iris.

### Subespecies
Según las clasificaciones del Congreso Ornitológico Internacional (IOC) y Clements Checklist/eBird, se reconocen dos subespecies, con su correspondiente distribución geográfica:
- Lepidothrix nattereri nattereri (P.L. Sclater, 1865) - centro norte de Brasil al sur del río Amazonas (desde el río Madeira, al sur hasta Calama, al este hasta el río Tapajós y sus afluentes.)
- Lepidothrix nattereri gracilis (Hellmayr, 1903) - centro de Brasil desde el alto río Madeira al este hasta el centro de Mato Grosso (al este hasta la cuenca el alto río Xingú), al sur hasta el extremo noreste de Bolivia (noreste de Santa Cruz).